# Yadea
Yadea ist ein chinesischer Hersteller elektrischer Zweiräder. Er wurde 2001 gegründet; inzwischen besitzt er sieben Produktionsstätten in China, in Wuxi, Tianjin, Cixi und Qingyuan, wobei in Shanghai und Wuxi auch entwickelt wird.  Seit 2019 gibt es eine Produktion in Vietnam.

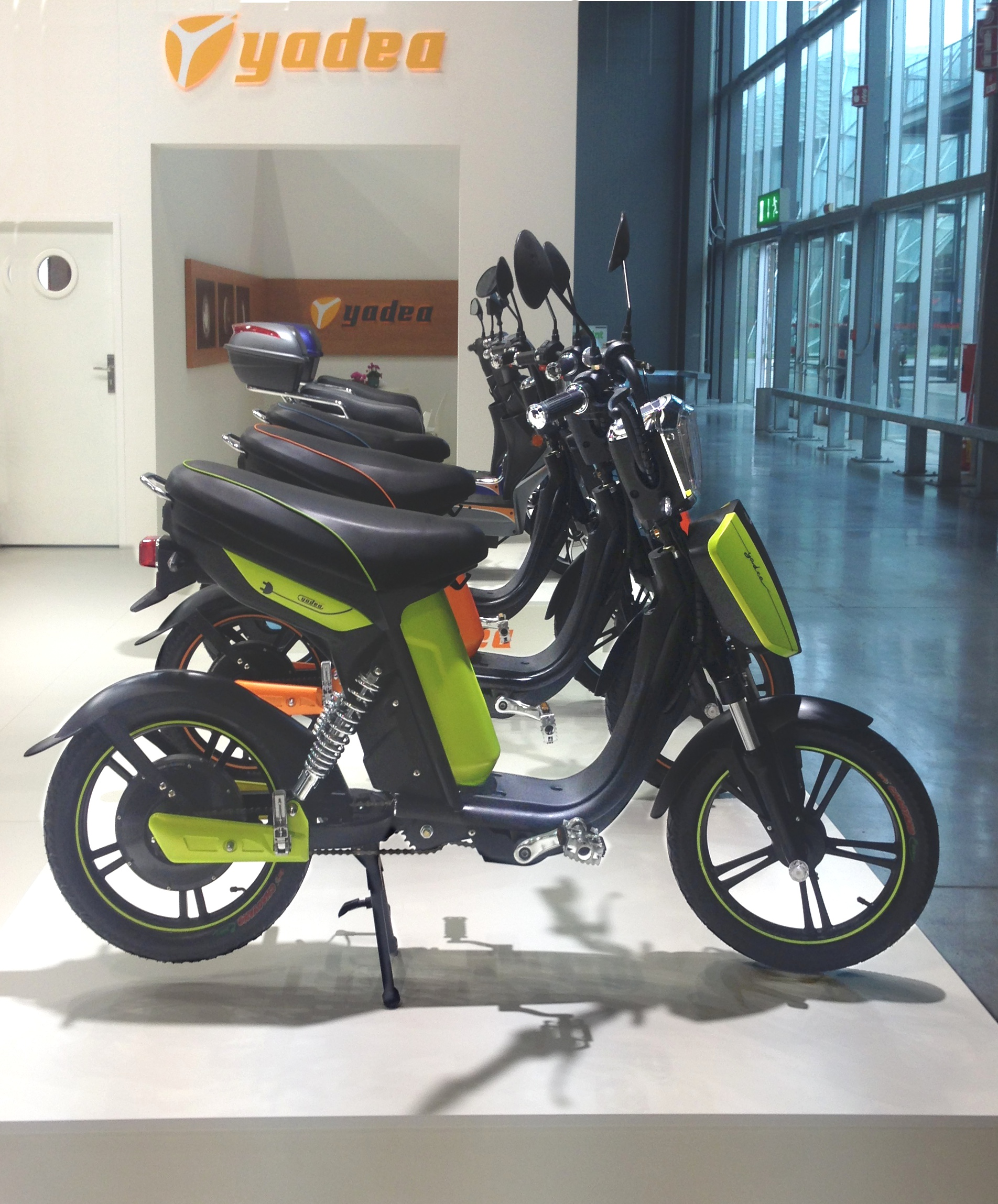
Yadea Roller, EICMA 2015

Weltweit stand Yadea mit 6 Millionen verkauften Zweirädern 2020 auf Platz zwei, 2021 wurden 14 Millionen Zweiräder verkauft; weltweit ist das Unternehmen der größte Hersteller von Elektrorollern. In der Entwicklung arbeiten 340 Mitarbeiter. 2021 stellte Yadea eigene Graphen-Akkus vor, die auch bei Temperaturen von −20 °C arbeiten. 2022 hielt Yadea über 1300 Patente. Bislang verkauft Yadea in 80 Länder; über 95 Prozent (5,7 Millionen) der Fahrzeuge, zu denen auch e-Bikes gehören, werden in China abgesetzt.
Im November 2018 trat Yadea auf der EICMA auf. In der 2019 begonnenen Fertigung in Vietnam beschäftigt das Unternehmen 2025 etwa 400 Mitarbeiter. 2021 stellte Yadea in Deutschland vier E-Roller vor, dabei den an die Vespa erinnernden C-Umi, den Yadea C1S, für den mit einer österreichischen Designagentur (Kiska) zusammengearbeitet worden war, sowie den G5 mit höherwertiger Ausstattung. Ende 2022 wurde mit dem Volt Guard VFV ein weiterer E-Roller und auf der EICMA ein elektrisches Leichtkraftrad Yadea Keeness der A1-Kategorie vorgestellt; letzteres leistet 10 kW (14 PS) und hat ein Drehmoment von 280 Nm.
Nachdem Yadea 2022 auf der Eurobike aufgetreten war, startete das Unternehmen auf der Consumer Electronics Show, CES, 2023 den Markteintritt in die USA. Mitte des Jahres 2023 stellte Yadea mit Porsche den e-Roller VF F200 vor, dessen Design in Zusammenarbeit mit dem Porsche Designzentrum entstanden war. Der Marktstart in Europa ist noch unbekannt.
Nach dem Elektromotorrad Keeness stellte Yadea Ende 2023 das elektrische Motorrad Kemper vor. Es entnimmt die Energie aus einem schnellladefähigen 6,4 kWh-Lithium-Eisenphosphat-Akku und ist mit A2-Führerschein zu fahren; das Design stammt wieder von der österreichischen Designagentur Kiska.

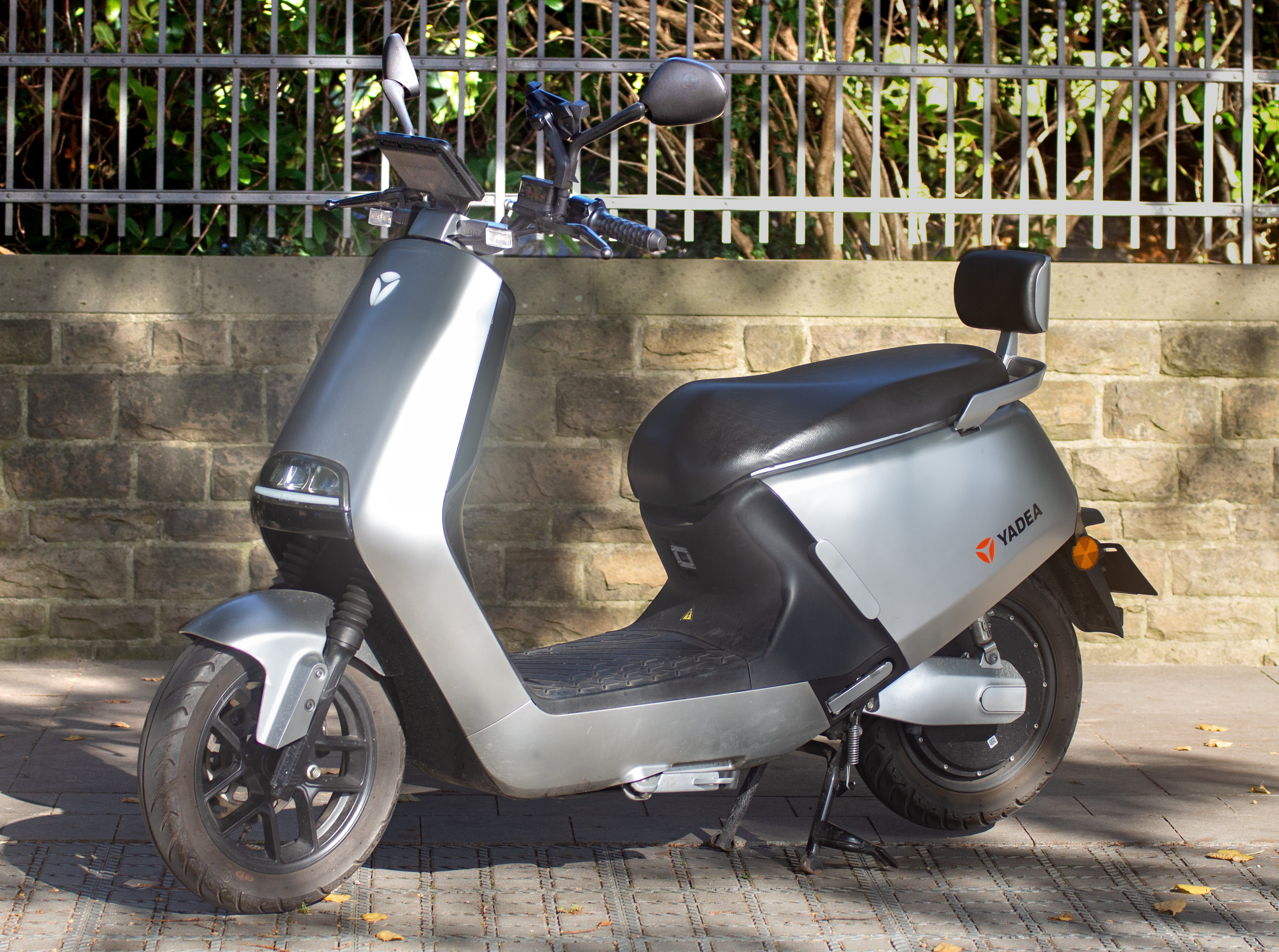
Yadea G5, 80 km Reichweite mit Panasonic-Akku, seit 2021
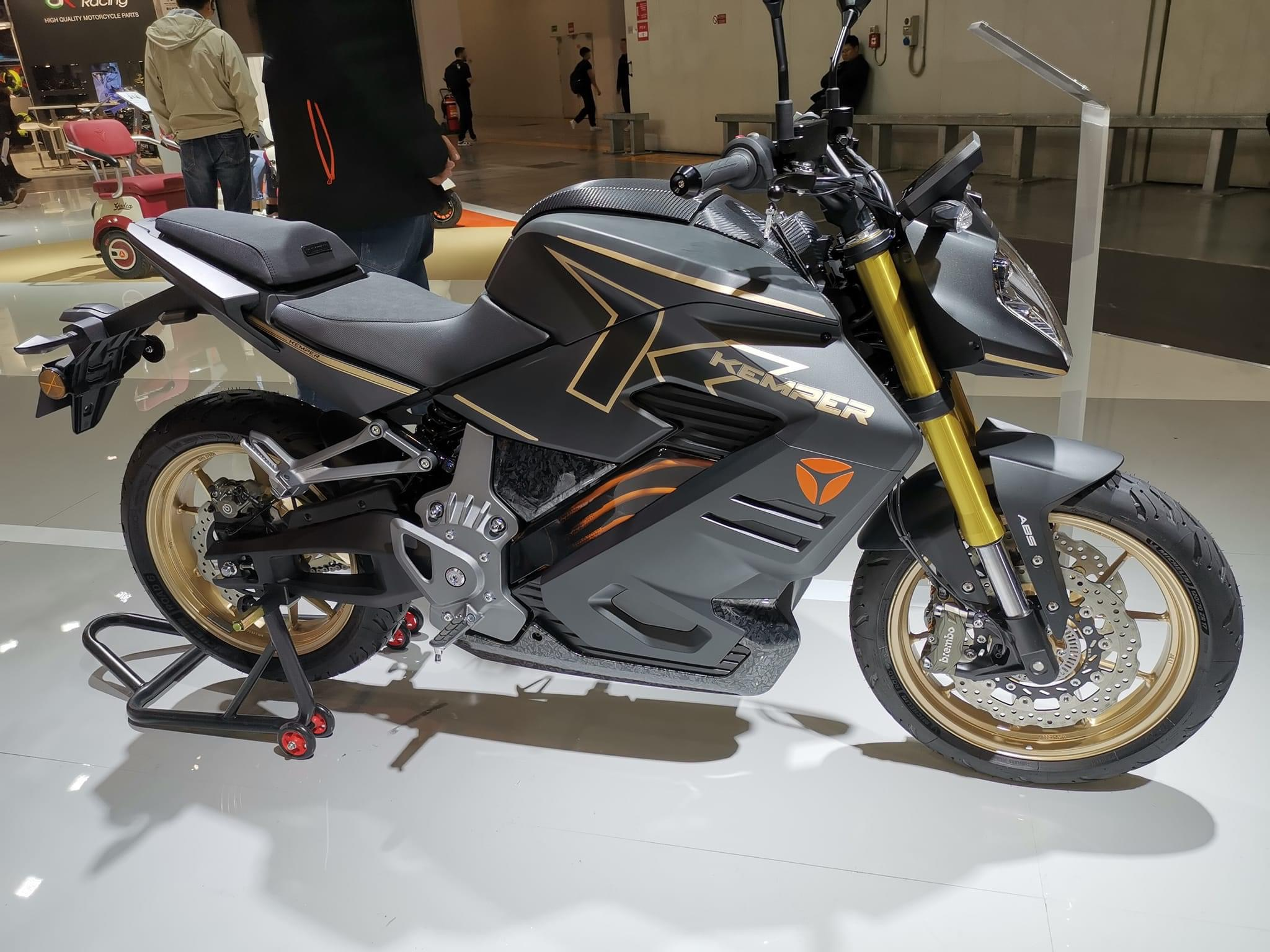
Die Yadea Kemper mit CATL-Akku, EICMA 2024

Anfang 2025 waren vier E-Roller-Modelle mit dem Anfang desselben Jahres auf der CES vorgestellten Natrium-Ionen Akku in China bestellbar.